# Матео Флорес (футболіст)
Мате́о Фло́рес Лоса́но (ісп. Mateo Flores Lozano; нар. 7 квітня 2004) — іспанський футболіст, півзахисник клубу «Реал Бетіс», який на правах оренди виступає за португальську «Ароку».

## Клубна кар'єра

### «Реал Бетіс»
Вихованець академії клубу «Реал Бетіс», до якої приєднався 2015 року. Сезон 2021–22 провів на правах оренди в «Калавері». 9 квітня 2023 року дебютував за резервну команду «Бетіса» в матчі Сегунди Федерасьйон проти «Утрери». 3 серпня 2023 року продовжив контракт з «Бетісом» до літа 2025 року.
19 жовтня 2024 року дебютував в основному складі «Бетіса» в матчі Ла-Ліги проти «Осасуни», вийшовши на заміну Айтору Руїбалю. 7 листопада в поєдинку Ліги конференцій УЄФА проти словенського «Целє» дебютував у єврокубках. 7 квітня 2025 року продовжив контракт з клубом до літа 2029 року. В своєму дебютному сезоні дійшов з «Бетісом» до фіналу Ліги конференцій, де в підсумку його команда поступилась англійському «Челсі».

#### Оренда в «Ароку»
26 липня 2025 року відправився в сезонну оренду в португальську «Ароку». 9 серпня дебютував за нову команду в матчі Прімейра-ліги проти АВС, вийшовши на заміну Педру Сантушу.

## Статистика виступів
Станом на 17 серпня 2025 
| Клуб              | Сезон             | Чемпіонат           | Чемпіонат | Чемпіонат | Кубок | Кубок | Кубок ліги | Кубок ліги | Єврокубки | Єврокубки | Інші  | Інші | Всього | Всього |
| Клуб              | Сезон             | Дивізіон            | Матчі     | Голи      | Матчі | Голи  | Матчі      | Голи       | Матчі     | Голи      | Матчі | Голи | Матчі  | Голи   |
| ----------------- | ----------------- | ------------------- | --------- | --------- | ----- | ----- | ---------- | ---------- | --------- | --------- | ----- | ---- | ------ | ------ |
| Реал Бетіс Б      | 2022–23           | Сегунда Федерасьйон | 1         | 0         | —     | —     | —          | —          | —         | —         | —     | —    | 1      | 0      |
| Реал Бетіс Б      | 2023–24           | Сегунда Федерасьйон | 33        | 0         | —     | —     | —          | —          | —         | —         | 4     | 0    | 37     | 0      |
| Реал Бетіс Б      | 2024–25           | Прімера Федерасьйон | 20        | 0         | —     | —     | —          | —          | —         | —         | —     | —    | 20     | 0      |
| Реал Бетіс Б      | Всього            | Всього              | 54        | 0         | 0     | 0     | 0          | 0          | 0         | 0         | 4     | 0    | 58     | 0      |
| Реал Бетіс        | 2024–25           | Ла-Ліга             | 6         | 0         | 4     | 0     | —          | —          | 7         | 0         | —     | —    | 17     | 0      |
| → Арока           | 2025–26           | Прімейра-ліга       | 2         | 0         | 0     | 0     | 0          | 0          | —         | —         | —     | —    | 2      | 0      |
| Всього за кар'єру | Всього за кар'єру | Всього за кар'єру   | 62        | 0         | 4     | 0     | 0          | 0          | 7         | 0         | 4     | 0    | 77     | 0      |

1. ↑  Матчі в плей-оф Сегунди Федерасьйон
2. ↑  Матчі в Лізі конференцій УЄФА